# Braccio della morte
Il braccio della morte (in inglese death row) è una speciale sezione di alcuni penitenziari di massima sicurezza in cui vengono reclusi, anche per decine di anni, i detenuti condannati alla pena di morte e in attesa di esecuzione, negli Stati Uniti d'America e in Giappone dove la pena capitale è prevista.
Il tempo di permanenza all'interno del braccio della morte, in attesa dell'esecuzione della pena di morte, può dipendere da vari fattori. Ad esempio, in California l'ultima esecuzione risale al 2006; successivamente, nel 2013 diversi tribunali hanno deciso la sospensione delle esecuzioni in attesa che si trovi soluzione ai problemi insorti con il più recente protocollo di farmaci da utilizzare per l'iniezione letale. Per effetto di tale sospensione, alla fine del 2015 nel carcere di San Quintino erano presenti ben 725 condannati a morte in attesa dell'esecuzione.
Gli oppositori della pena capitale affermano che l'isolamento e l'incertezza di un prigioniero sul proprio destino costituiscono una forma di crudeltà mentale e che i detenuti nel braccio della morte, da molto tempo, rischiano di ammalarsi mentalmente, se non soffrono già di tale condizione. Questo fenomeno viene definito fenomeno del braccio della morte, infatti alcuni detenuti tentano il suicidio.

## Stati Uniti
Negli Stati Uniti, i detenuti possono attendere molti anni prima che l'esecuzione possa essere eseguita a causa delle complesse e lunghe procedure di ricorso previste dalla giurisdizione. Il periodo tra la condanna e l'esecuzione è aumentato in modo relativamente costante tra il 1977 e il 2010, compreso un balzo del 22% tra il 1989 e il 1990 e un salto simile tra il 2008 e il 2009. Nel 2010, un detenuto nel braccio della morte ha aspettato in media 178 mesi (circa 15 anni) tra condanna ed esecuzione. Quasi un quarto dei detenuti nel braccio della morte negli Stati Uniti muore per cause naturali in attesa di esecuzione.
Il 1º gennaio 2013 c'erano 3.125 persone nel braccio della morte negli Stati Uniti. Dal 1977, gli stati del Texas (464), della Virginia (108) e dell'Oklahoma (94) hanno giustiziato il maggior numero di detenuti nel braccio della morte. A partire dal 2010, California (683), Florida (390), Texas (330) e Pennsylvania (218) hanno ospitato più della metà di tutti i detenuti in attesa di morte. A partire dal 2008, il prigioniero di lunga durata nel braccio della morte negli Stati Uniti che è stato giustiziato è stato Jack Alderman che ha scontato oltre 33 anni. È stato giustiziato in Georgia nel 2008. Mentre Alderman era il detenuto giustiziato da più tempo, Gary Alvord arrivò nel braccio della morte della Florida nel 1974 e morì 39 anni dopo, il 19 maggio 2013, per un tumore al cervello, dopo aver trascorso più tempo nel braccio della morte di qualsiasi altro americano. Brandon Astor Jones ha trascorso 36 anni nel braccio della morte (con un breve periodo nella popolazione carceraria generale durante il suo processo di pre-condanna) prima di essere giustiziato per omicidio da parte dello stato della Georgia nel 2016, all'età di 72 anni. Il prigioniero più anziano nel braccio della morte negli Stati Uniti era Leroy Nash, 94 anni, in Arizona. Morì per cause naturali il 12 febbraio 2010.